# Миронов, Лев Григорьевич
Лев Григо́рьевич Миро́нов (настоящее имя Лев Григорьевич (Ле́йб Ги́ршевич) Ка́ган; октябрь 1895, Пирятин — 29 августа 1938, «Коммунарка», Московская область, СССР) — советский государственный деятель, руководящий сотрудник ВЧК—ОГПУ—НКВД. Начальник Экономического управления ОГПУ СССР — ЭКО (КРО) ГУГБ НКВД СССР. Комиссар государственной безопасности 2-го ранга (26 ноября 1935). Расстрелян в 1938 году. Признан не подлежащим реабилитации.

## Биография
Родился в октябре 1895 года в уездном центре Пирятин Полтавской губернии в еврейской семье. Отец — служащий, член правления Общества взаимного кредита.
Учился в гимназии в городе Лубны (1906—1914 год) и Киевском Университете (1915—1917 год). Именно в Киевском Университете познакомился со своим другом, однокурсником и будущим соратником и коллегой, известным чекистом Георгием Евгеньевичем Прокофьевым.
В 1916—1917 годах состоял в Бунде под псевдонимом Самуил Миронов. Состоял в РКП(б) с 1918 года. С марта 1918 года — в Красной Армии, политрук 9-го Советского полка. С февраля 1919 г. — председатель Пирятинской уездной ЧК, заместитель заведующего губернского отдела юстиции, председатель коллегии обвинителей Полтавского ревтрибунала. В 1923—1924 годах — заместитель наркома юстиции Туркестанской АССР, затем советник консульства СССР в Бухаре. Генеральным консулом являлся А.Г. Горянов-Горный (Пенкнович). Позже он будет под руководством Миронова в Экономическом Управлении ОГПУ возглавлять Техническое отделение («шарашки»).
В органах ОГПУ-НКВД с мая 1924 года: ответственный сотрудник Экономического управления ОГПУ СССР — начальник 5-го отделения ЭКУ (май 1924 года — апрель 1926 года), помощник начальника ЭКУ ОГПУ (апрель 1926 года — февраль 1930 года). Наряду с руководителем ЭКУ ОГПУ Г. Е. Прокофьевым несёт прямую ответственность за фабрикацию ряда экономических «вредительских» «дел» в разных сферах советского народного хозяйства и создании дутых групповых «дел» среди сотрудников ряда профильных Наркоматов СССР в 1926—1930 годах. Полпред ОГПУ по Средней Азии в 1930—1931 годах. Затем снова в ЭКУ ОГПУ СССР: в апреле-августе 1931 года заместитель начальника ЭКУ ОГПУ СССР, с августа 1931 года начальник ЭКУ ОГПУ СССР; с мая 1933 года — член Коллегии ОГПУ СССР. Один из участников раскулачивания советского крестьянства в 1931—1932 годах. С июля 1934 года начальник Экономического отдела ГУГБ НКВД СССР. Один из наиболее доверенных сотрудников наркома НКВД СССР Г. Г. Ягоды, обладавший прекрасной памятью и умением знать желания начальства. Принимал активное участие в фабрикации т. н. «дела троцкистско-зиновьевского центра» летом 1936 года (процесс Г. Е. Зиновьева, Л. Б. Каменева, И. Н. Смирнова, С. В. Мрачковского, И. П. Бакаева, И. И. Рейнгольда и др. в августе 1936 года).

Как писал в своей «Тайной истории сталинских преступлений» Александр Орлов, лично знавший Миронова: 
«… Миронов отвечал за многие важнейшие дела, проходившие через Экономическое управление НКВД, и Ягода, выезжая в Кремль для доклада Сталину, нередко брал с собой и Миронова. Среди следственных дел, которые Миронов вёл под личным руководством Сталина, было знаменитое „дело Промпартии“ и дело английских инженеров из фирмы „Метро Виккерс“ — оба эти дела относились к самому началу 30-х годов и произвели немалую сенсацию.
Сталин быстро оценил выдающиеся способности Миронова и начал поручать ему специальные задания, о выполнении которых Миронов отчитывался лично перед ним. На этом он быстро сделал карьеру. В 1934 году по предложению Сталина его назначили начальником Экономического (отдела) НКВД, а ещё через год — (неформальным) заместителем Ягоды….В его ведении была вся оперативная работа НКВД. Одно время среди сотрудников НКВД циркулировал слух, будто Сталин предполагает сместить Ягоду и назначить Миронова на его место, но люди, достаточно хорошо информированные, этому не верили. Они знали, что в качестве руководителя НКВД Сталин нуждается в человеке с макиавеллиевым складом ума, который был бы в первую очередь специалистом по части политических интриг. Именно таким был Ягода, в отличие от дельного экономиста и контрразведчика Миронова.
Одним из достоинств Миронова была его феноменальная память, — в этом отношении Ягоде было до него далеко. Именно поэтому Ягода привык брать Миронова с собой к Сталину даже в тех случаях, когда доклад не относился непосредственно к компетенции Миронова. Важно было запоминать, не пропуская ничего, мельчайшие детали сталинских инструкций и наставлений. После возвращения из Кремля Миронов, как правило, сразу же усаживался за стол и во всех подробностях записывал для Ягоды каждое из сталинских замечаний, притом теми же словами, какими оперировал Сталин. Это было особенно важно для Ягоды в тех случаях, когда Сталин наставлял его, какую псевдомарксистскую терминологию он должен использовать, обращаясь в Политбюро с тем, чтобы оно вынесло именно те решения, которые тайно отвечали намерениям Сталина. Подобные наставления Ягода получал всякий раз, когда Сталин начинал подкапываться под того или иного члена Политбюро либо ЦК для того, чтобы избавиться от него.
Миронов достиг высокого положения. Он обладал властью и пользовался немалым авторитетом. Но это не принесло ему счастья. Дело в том, что от природы он был очень деликатным и совестливым человеком. Его угнетала та роль, какую он вынужден был играть в гонениях на старых большевиков. Чтобы устраниться от этих неприятных обязанностей, Миронов одно время пытался получить назначение на разведывательную работу за рубежом. Позже он сделал попытку перевестись в народный комиссариат внешней торговли, на должность заместителя наркома, но когда дело дошло до утверждения этого перевода в ЦК, Сталин запретил Миронову даже думать об этом.

Пессимизм и разочарование в жизни, отличавшие теперь Миронова, всё более сказывались на его семейной жизни. Его очень хорошенькая жена Надя, которую он любил без памяти, вечно пребывала в состоянии восторженного увлечения кем-то на стороне; его семейная жизнь рушилась…»
С ноября 1936 года начальник Контрразведывательного отдела (с декабря 1936 года 3-го отдела) ГУГБ НКВД СССР. Приказом НКВД СССР от 4 апреля 1937 года направлен во главе специальной оперативной группы работников НКВД в Сибирь и на Дальний Восток для «выявления и разгрома шпионско-вредительских троцкистских и иных групп на железных дорогах… и в армии». Принимал активное участие в «развёртывании удара по правотроцкистскому подполью» на Дальнем Востоке среди местного партхозактива и личного состава ОКДВА.
14 июня 1937 года Миронов был арестован. Внесён в расстрельный список в «особом порядке» от 1 ноября 1937 года (был вычеркнут), затем в расстрельный список в «особом порядке» от 13 ноября 1937 года («за» Сталин, Каганович, Молотов, Ворошилов). В отличие от большинства фигурантов этих списков Миронов не был расстрелян и исправно продолжал давать обширные показания о своих коллегах и начальниках по ОГПУ-НКВД СССР. 20 августа 1938 года внесён в расстрельный список «Москва-центр» (список № 3 «Бывш. сотрудники НКВД») — «за» 1-ю категорию Сталин, Молотов. 29 августа 1938 года Военной коллегией Верховного Суда СССР приговорён к смертной казни по ст. ст. 58-8 («террор»), 58-11 («участие в антисоветской к.-р организации в органах НКВД») УК РСФСР. Расстрелян в тот же день вместе с группой руководящих сотрудников НКВД СССР (Л. М. Заковский, В. М. Горожанин, Н. Е. Шапиро-Дайховский, О. Я. Нодев, О. О. Абугов, М. М. Подольский, А. В. Гуминский и др.), осуждённых в тот же день. Место захоронения — спецобъект НКВД «Коммунарка».
28 ноября 2013 года Судебной коллегией по делам военнослужащих Верховного Суда РФ признан не подлежащим реабилитации.
Жена: Миронова Надежда Григорьевна. Родилась в 1902 г. в г. Новая Бухара; еврейка; образование среднее; беспартийная; находилась на иждивении мужа. Проживала: г. Москва, Селиверстов переулок, д. 3, кв. 5. Арестована 5 ноября 1937 г. Внесена в расстрельный список в особом порядке от 7 декабря 1937 года («за» 1-ю категорию Сталин, Молотов, Жданов). Приговорена к ВМН в «особом порядке» 9 декабря 1937 года по обвинению том, что, «будучи осведомлённой об антисоветской деятельности мужа Миронова Л. Г., не сообщила об этом органам власти». Расстреляна 9 декабря 1937 г. Место захоронения — Московская обл., спецобъект НКВД «Коммунарка». Реабилитирована 27 декабря 1989 г. Прокуратурой СССР.